# MBTA Commuter Rail
Il MBTA Commuter Rail è il servizio ferroviario suburbano a servizio dell'area metropolitana di Boston. Composto da 12 linee, si estende per 641 km ed è gestito dalla Keolis, per conto della MBTA, dal 1º luglio 2014, dopo essere subentrata al precedente gestore, la Massachusetts Bay Commuter Railroad Company.
Tutte le linee hanno origine presso una delle due principali stazioni di Boston, Boston Sud o Boston Nord. Nel 2015, con i suoi 32 592 500 passeggeri è risultato il sesto servizio ferroviario suburbano più trafficato degli Stati Uniti.

## La rete
La rete è attiva sette giorni su sette, con un servizio ridotto nei fine settimana. Le frequenze variano dai 30 minuti delle ore di punta dei giorni feriali ai 60 minuti delle ore di morbida dei giorni festivi.
| Linea                         | Percorso                                 | Apertura | Lunghezza | Stazioni |
| ----------------------------- | ---------------------------------------- | -------- | --------- | -------- |
| Linea Fairmount               | Boston Sud ↔ Readville                   | 1987     | 14,8 km   | 8        |
| Linea Fitchburg               | Boston Nord ↔ Wachusett                  | 1980     | 87,0 km   | 19       |
| Linea Framingham/Worcester    | Boston Sud ↔ Worcester                   | 1973     | 71,3 km   | 17       |
| Linea Franklin                | Boston Sud ↔ Franklin                    | 1966     | 44,1 km   | 16       |
| Linea Greenbush               | Boston Sud ↔ Greenbush                   | 2007     | 44,4 km   | 10       |
| Linea Haverhill               | Boston Nord ↔ Haverhill                  | 1979     | 53,2 km   | 14       |
| Linea Kingston/Plymouth       | Boston Sud ↔ Kingston/Plymouth           | 1971     | 57,3 km   | 11       |
| Linea Lowell                  | Boston Nord ↔ Lowell                     | 1973     | 40,8 km   | 9        |
| Linea Middleborough/Lakeville | Boston Sud ↔ Middleborough               | 1971     | 57,3 km   | 10       |
| Linea Needham                 | Boston Sud ↔ Needham Heights             | 1973     | 15,0 km   | 12       |
| Linea Newburyport/Rockport    | Boston Nord ↔ Newburyport/Rockport       | 1973     | 36,2 km   | 19       |
| Linea Providence/Stoughton    | Boston Sud ↔ Wickford Junction/Stoughton | 1977     | 107,6 km  | 15       |